# Sottoprefettura di Kamikawa
La sottoprefettura di Kamikawa (上川支庁, Kamikawa-shichō?) è una sottoprefettura della prefettura di Hokkaidō, Giappone. Ha un'area di 9.852,21 chilometri quadrati e una popolazione di 535.456 abitanti al 2005. È stata fondata nel 1897.

## Geografia fisica

### Città
- Asahikawa (capoluogo)
- Furano
- Nayoro
- Shibetsu

### Distretti
- Distretto di Kamikawa (Ishikari)
  - Aibetsu
  - Biei
  - Higashikagura
  - Higashikawa
  - Kamikawa
  - Pippu
  - Takasu
  - Tōma
- Distretto di Kamikawa (Teshio)
  - Kenbuchi
  - Shimokawa
  - Wassamu
- Distretto di Nakagawa (Teshio)
  - Bifuka
  - Nakagawa
  - Otoineppu
- Distretto di Sorachi
  - Kamifurano
  - Minamifurano
  - Nakafurano
- Distretto di Uryū
  - Horokanai
- Distretto di Yūfutsu
  - Shimukappu